# Władysław Malski
Władysław Antoni Malski, ps. Wład (ur. 24 lipca 1894 w Zarudziu, zm. 1941) – polski żołnierz, polityk i działacz spółdzielczy, komendant główny Związku Strzeleckiego, poseł na Sejm II RP, senator Senatu II RP, członek Rady Związku Powiatów Rzeczypospolitej Polskiej w 1933 roku, Prezes Zarządu Centralnego Towarzystwa Organizacji i Kółek Rolniczych od 1935 roku, członek Komendy Naczelnej Związku Legionistów Polskich od 1936 roku.

## Życiorys
Urodził się w Zarudziu, na Kresach Wschodnich, w rodzinie Jana i Bronisławy z Bernalewskich. Ukończył liceum w Brodach, studiował na Wydziale Filozoficznym Uniwersytetu Lwowskiego. Przed rozpoczęciem I wojny światowej wstąpił do Związku Strzeleckiego. W 1914 wstąpił do I Brygady Legionów Polskich Józefa Piłsudskiego, gdzie dosłużył się stopnia sierżanta. W latach 1917–1918 był komendantem plutonu w służbie armii austro-węgierskiej na froncie włoskim. W 1918 wstąpił do Polskiej Organizacji Wojskowej i został komendantem Okręgu IX Częstochowa. Od 1920 był członkiem Związku Obrońców Ojczyzny, organizacji wywiadowczej wspierającej wybuch I powstania śląskiego. W tym samym roku został komendantem głównym Związku Strzeleckiego.
W 1923 w stopniu kapitana wystąpił z czynnej służby wojskowej i przestał dowodzić Związkiem Strzeleckim. Osiedlił się wraz z rodziną w Jodkiszkach, w powiecie lidzkim. Gospodarował na roli. Jednocześnie brał czynny udział w pracach Związku Osadników Wojskowych oraz ruchu spółdzielczym. Był m.in.: członkiem Rady Nadzorczej Związku Spółdzielni Spożywców RP „Społem” i prezesem Centralnego Towarzystwa Organizacji i Kółek Rolniczych. W 1926 był jednym z założycieli Związku Naprawy Rzeczypospolitej, w 1928 współtworzył Bezpartyjny Blok Współpracy z Rządem. W 1930 został wybrany na posła na Sejm, a w 1935 do Senatu II RP. Senator IV kadencji z województwa nowogródzkiego i senator V kadencji z nominacji Prezydenta RP. Funkcję senatora pełnił do wybuchu II wojny światowej.
We wrześniu 1939 jako rezerwista włączył się w obronę kraju. Po zajęciu województwa nowogródzkiego przez wojska radzieckie stanął na czele konspiracyjnej organizacji zawiązanej przez grupę wojskowych i członków Obrony Cywilnej w Lidzie.
26 lub 27 października 1939 został aresztowany przez NKWD w Jodkiszkach i uwięziony Lidzie, potem od 1940 roku w Mińsku. Jego dalsze losy nie są znane. Zmarł lub został zamordowany prawdopodobnie w 1941.

## Ordery i odznaczenia
- Krzyż Srebrny Orderu Wojskowego Virtuti Militari nr 4949 (1921)[6]
- Krzyż Komandorski Orderu Odrodzenia Polski (27 listopada 1929)[7]
- Krzyż Niepodległości (2 sierpnia 1931)[8]
- Krzyż Walecznych (1921)[9]
- Złoty Krzyż Zasługi (8 lipca 1929)[10]